# Microgale majori
Microgale majori és una espècie d'afrosorícid de la família dels tenrecs musaranya. És endèmic de Madagascar. El seu hàbitat natural són els boscos humits de l'est de l'illa i alguns boscos de l'oest, on se l'ha vist a altituds d'entre 785 i 2.000 msnm. No se sap gaire cosa sobre el seu comportament, però es creu que és arborícola. Anteriorment se'l considerava sinònim del tenrec musaranya cuallarg (M. longicaudata).
El seu nom específic, majori, és en honor del zoòleg suís Charles Immanuel Forsyth Major.